# Yankee Candle
Yankee Candle Company (conosciuta semplicemente come Yankee Candle) è un'azienda statunitense di candele profumate, candelabri e accessori. L'azienda ha sede a South Deerfield, Massachusetts.
La Jarden Corporation ha acquistato l'azienda per $1,75 miliardi nell'autunno del 2013. Nel 2015, Newell Rubbermaid ha annunciato che avrebbe acquisito Jarden per oltre $15 miliardi.

## Storia
La Yankee Candle Company è stata fondata a South Hadley, Massachusetts, quando Michael Kittredge, creò la sua prima candela profumata, il Natale del 1969, come regalo per sua madre. I vicini iniziarono a esprimere interesse per l'acquisto delle sue creazioni e Kittredge iniziò a produrle in quantità maggiori.